# 日置益

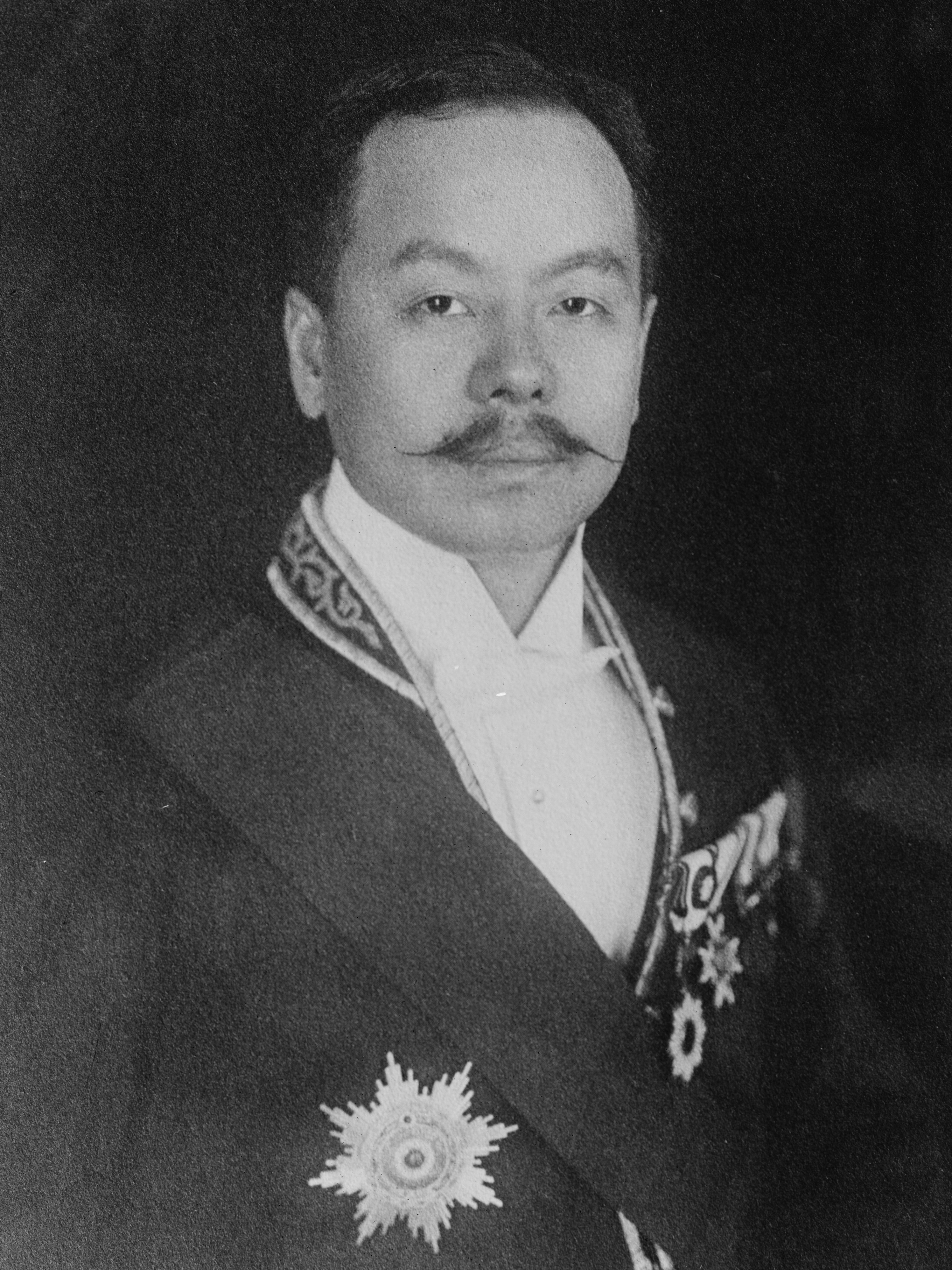

日置益（日语：／ Hioki Eki，1861年12月21日—1926年10月22日），日本伊勢国（三重县）人，日本明治、大正时期外交官。

## 生平
日置益于文久元年十一月二十日（1861年12月21日）生于日本伊勢国（三重县）。明治21年（1888年）从东京帝国大学法科大学法律学科毕业後，通过外務省試補。从明治22年（1889年）到大正12年（1923年），先后在俄国、朝鲜、清国、德国、智利、中华民国、瑞典、德国任驻外外交官。任驻中华民国公使期间，因于1915年负责同中国方面交涉《二十一条》而在中国获得恶名。他在谈判中十分有韧性。大正14年（1925年）作为全权代表参加北京关税特别会議。
大正15年（1926年）10月22日，日置益病逝。

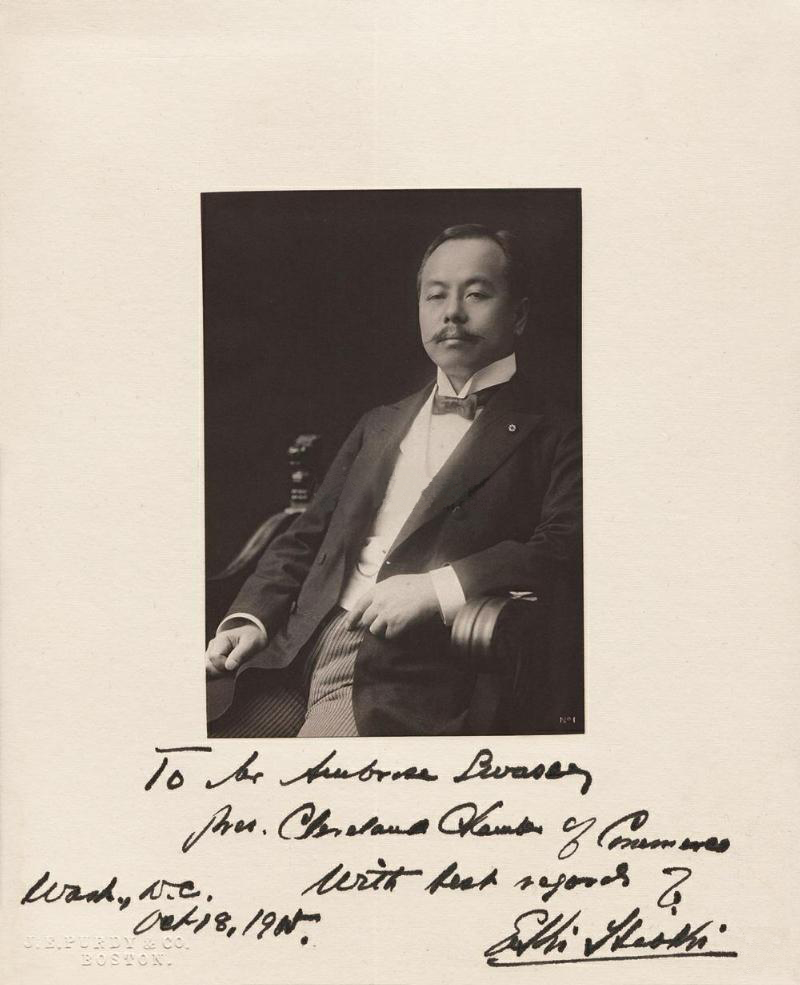
日置益照片，题款日期为1905年10月18日
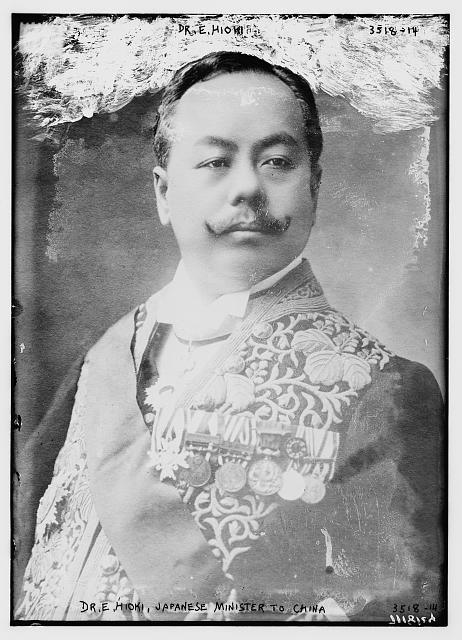

## 栄典・授章・授賞
位階
- 1891年（明治24年）12月21日 - 从七位[3]
- 1893年（明治26年）12月16日 - 正七位[4]
- 1900年（明治33年）9月21日 - 从五位[5]
- 1911年（明治44年）10月20日 - 从四位[6]
- 1916年（大正5年）12月1日 - 正四位[7]
- 1922年（大正11年）2月28日 - 从三位[8]

勲章等
- 1901年（明治34年）6月27日 - 勲五等瑞宝章[9]
- 1902年（明治35年）12月28日 - 双光旭日章[10]
- 1904年（明治37年）5月20日 - 勲四等旭日小綬章[11]
- 1915年（大正4年）11月10日 - 大礼記念章[12]
- 1916年（大正5年）4月1日 - 勲一等旭日大綬章[13][14]